# Termez
Termez (en ouzbek : Termiz ; en arabe : ترمذ, Tirmidh) est une ville historique de la province de Sourkhan-Daria, en Ouzbékistan. Ville la plus méridionale du pays, elle est située à 487 km (661 km par la route) au sud-ouest de Tachkent, à la frontière de l'Afghanistan. Sa population s'élevait à 140 000 habitants en 2005.

## Toponymie
La ville doit son nom aux Grecs qui parvinrent dans la région à l'occasion des guerres de conquête d'Alexandre le Grand. Termez signifie « endroit chaud », du mot grec thermos, « chaleur ». La ville est en effet la plus chaude d'Ouzbékistan.
Termez est également connue sous le nom de Tarmitta.

## Géographie
Termez occupe la rive droite du fleuve Amou-Daria au confluent de la rivière Sourkhan Daria. Son altitude moyenne est de 302 mètres. La ville de Séville en Espagne se trouve à une latitude comparable.
La ville est séparée du reste de l'Ouzbékistan par les monts Kouguitang à l'ouest, les monts Hissar au nord et les monts Khabatag à l'est. C'est ainsi que la ville protégée par ces montagnes possède le climat le plus chaud d'Ouzbékistan.
Elle se trouve à 661 kilomètres de Tachkent par la route.

## Histoire

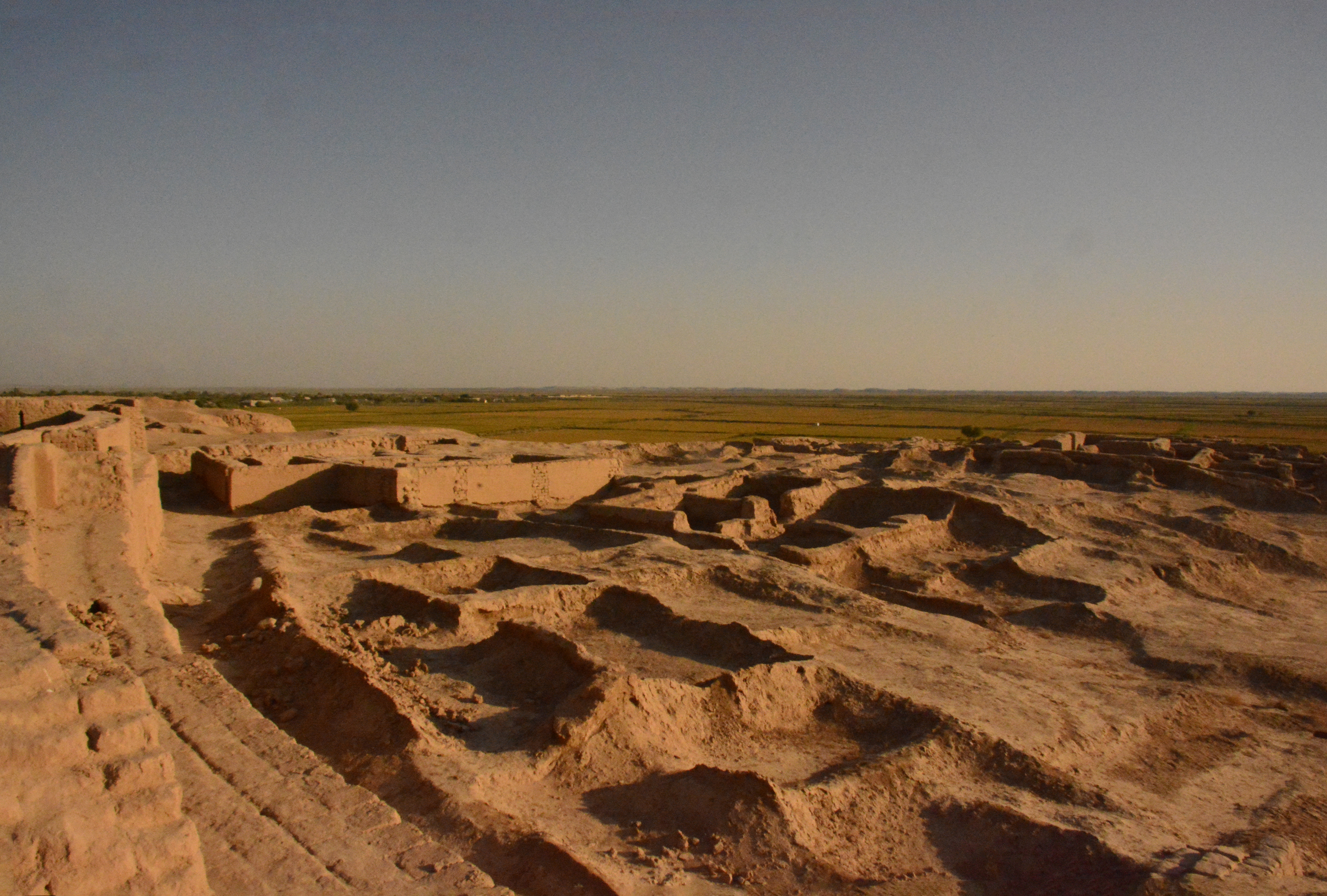
Kampyr Tepe, Alexandria Oxiana

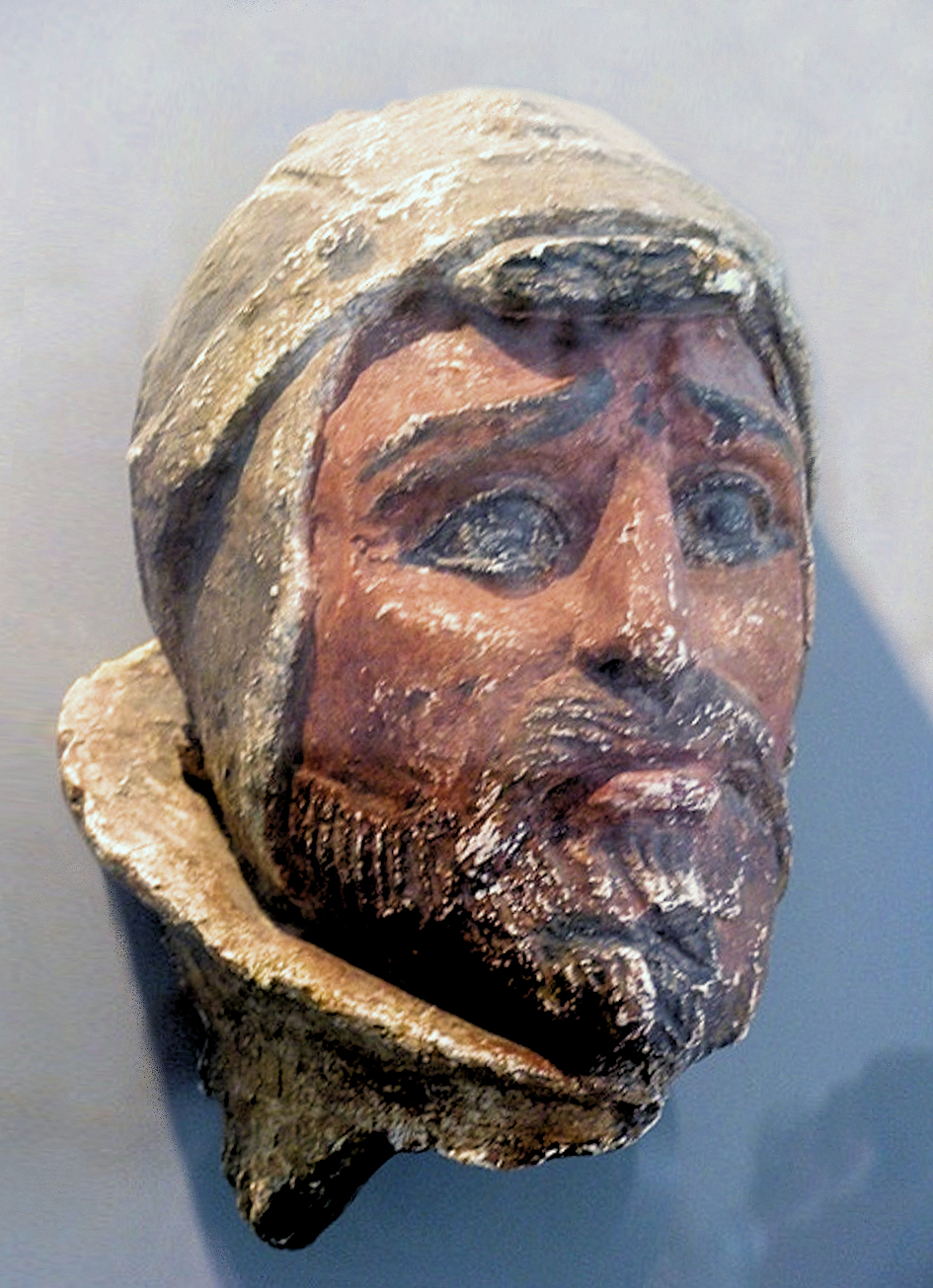
Guerrier Saka

La fondation de Termez date de 2 500 ans. Elle faisait jadis partie de la Bactriane dont la capitale était Bactres, aujourd'hui en Afghanistan. Elle lui fait face sur l'autre rive de l'Amou-Daria. C'est dans les alentours de Termez qu'Alexandre le Grand aurait traversé au IVe siècle av. J.-C. l'Oxus (nom à l'époque de l'Amou-Daria) et y établit son campement. Le roi gréco-bactrien Démétrios y fait construire une citadelle au IIe siècle av. J.-C. Elle devient une étape importante de la route de la soie. La ville qui s'étendait sur deux hectares était une synthèse des architectures grecque, persane et indienne. De nombreux temples bouddhiques se construisent, dont on peut encore voir les ruines de certains autour de Termez.
Au milieu du IIIe siècle, les troupes de la Perse sassanide s'emparent de la ville qui fait désormais partie de l'Empire. Au Ve siècle, c'est au tour des Huns hepthalites de la prendre, mais essentiellement nomades, ils campent autour de la ville et la rançonnent. La Bactriane est morcelée en plusieurs principautés. Les Arabes finissent par l'envahir en 689 et en 705 et une nouvelle ville dépendant du califat est construite à quelques kilomètres. L'islamisation commence. Au IXe siècle et au Xe siècle, elle est gouvernée par les Samanides, au XIe siècle, jusqu'au XIIIe siècle par les Ghaznévides, les Karakhanides et ensuite les Seldjoukides, puis les Khorézmiens en 1206. Malgré ces diverses occupations, l'activité commerciale de Termez n'est pas entravée. Elle s'agrandit et se dote de nouvelles fortifications.

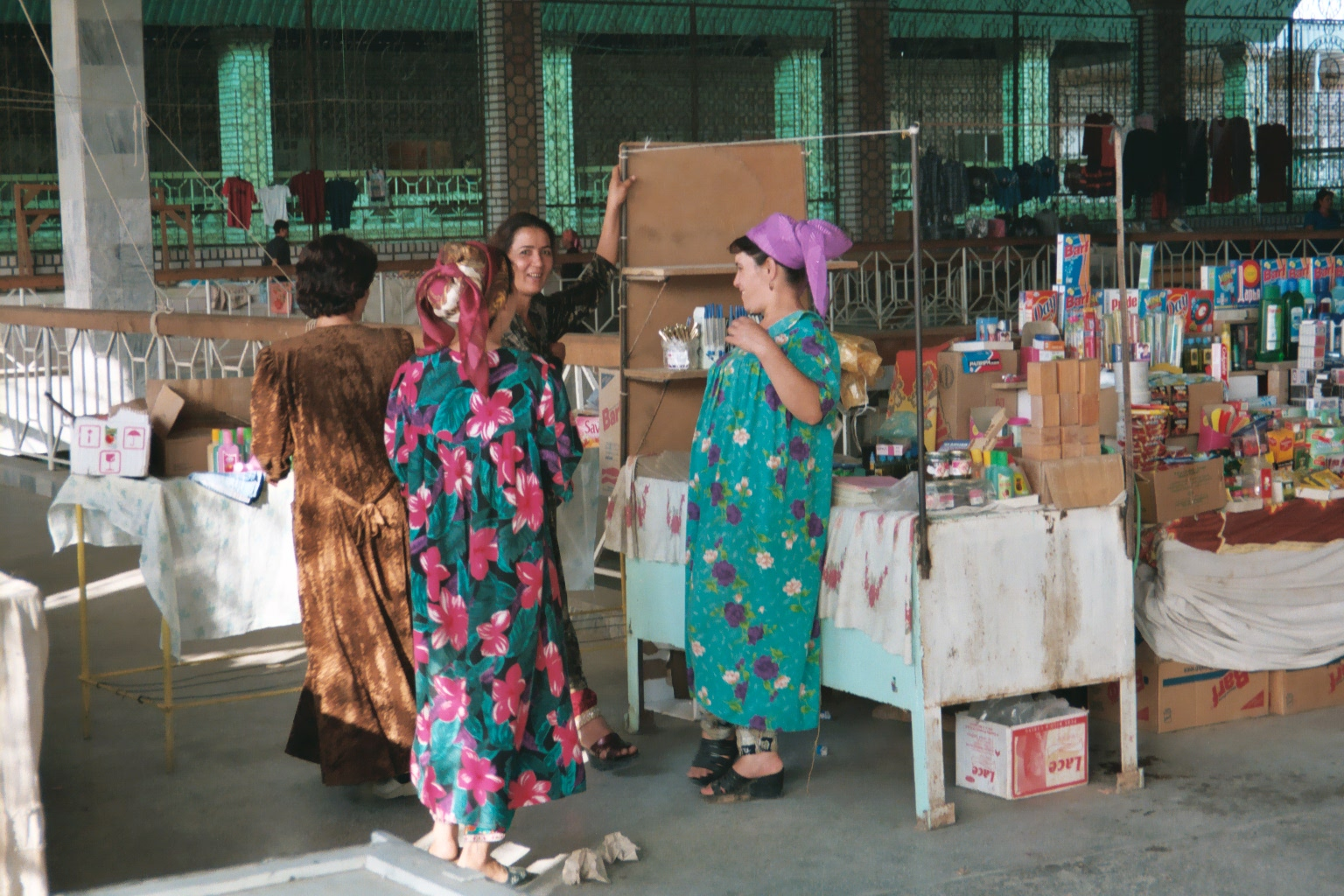
Vue du marché de Termez en 2002.

En 1220, l'invasion mongole de Gengis Khan met un terme à la prospérité de la ville qui est entièrement détruite. Elle n'est reconstruite qu'à la fin du siècle. Elle appartient ensuite à diverses dynasties locales et se met sous la suzeraineté de Tamerlan. Les Timourides cèdent leur place au XVIe siècle à la dynastie Cheiban.
Elle appartient à l'Empire russe à la fin du XIXe siècle qui en fait un poste-frontière contre l'Armée britannique en face, dans le cadre du Grand Jeu.
Pendant la guerre d'Afghanistan (1979-1989), la ville était une importante base de l'armée soviétique, où stationnaient plus de 100 000 militaires. Le « pont de l'Amitié » sur l'Amou-Daria était le principal point de passage entre les deux pays. Il fut utilisé comme voie de ravitaillement par l'armée soviétique pendant la guerre.
Pendant la dernière guerre d'Afghanistan, la base aérienne de Termez était louée par l'Allemagne.

## Climat
La ville de Termez bénéficie d'un climat aride. En été les températures sont torrides et les précipitations nulles. Les températures peuvent franchir allègrement la barre des 40 °C pour les maximales. En hiver les températures peuvent descendre sous 0 °C. Selon la classification de Köppen le climat de la ville est de type BWk (climat désertique et froid). Les tempêtes de sable sont assez fréquentes.
- Température record la plus froide : −19,7 °C (janvier 2008)
- Température record la plus chaude : 47,0 °C (jul 1944)
- Nombre moyen de jours de neige dans l'année : 13
- Nombre moyen de jours de pluie dans l'année : 46
- Nombre moyen de jours avec de l'orage dans l'année : 6
- Nombre moyen de jours avec tempête de sable dans l'année : 23

| Mois                                  | jan.       | fév.       | mars      | avril     | mai       | juin      | jui.      | août      | sep.      | oct.      | nov.      | déc.       | année      |
| ------------------------------------- | ---------- | ---------- | --------- | --------- | --------- | --------- | --------- | --------- | --------- | --------- | --------- | ---------- | ---------- |
| Température minimale moyenne (°C)     | −0,2       | 1,8        | 6,8       | 12,1      | 16,1      | 19,4      | 20        | 17,3      | 13,7      | 9,1       | 4,7       | 0,7        | 10,1       |
| Température moyenne (°C)              | 4,6        | 6,9        | 12,7      | 19,2      | 25        | 29,5      | 30,8      | 28,6      | 23,4      | 16,9      | 10,4      | 5,5        | 17,8       |
| Température maximale moyenne (°C)     | 10,7       | 13,4       | 19,6      | 26,9      | 33,2      | 38,2      | 39,8      | 38        | 33        | 25,9      | 17,9      | 12         | 25,7       |
| Record de froid (°C) date du record   | −23,9 1949 | −21,7 2014 | −7,9 1937 | −2 1956   | −0,1 1989 | 11,4 1962 | 12,9 1941 | 9,3 1974  | 4,6 1960  | −4,2 1949 | −11 1950  | −18,4 2002 | −23,9 1949 |
| Record de chaleur (°C) date du record | 23,9 1953  | 30,1 2016  | 37,3 2018 | 38,7 2006 | 43,6 1936 | 46,5 1940 | 47 1944   | 46,3 1947 | 41,5 1997 | 37,5 2013 | 33,5 2017 | 26,7 1987  | 47 1944    |
| Ensoleillement (h)                    | 139,5      | 144,1      | 189,1     | 246       | 334,8     | 375       | 384,4     | 362,7     | 315       | 257,3     | 195       | 139,5      | 3 082,4    |
| Précipitations (mm)                   | 47         | 62         | 32        | 25        | 22        | 8         | 0,2       | 0         | 32        | 20        | 104       | 49         | 401        |
| dont neige (cm)                       | 0          | 0          | 0         | 0         | 0         | 0         | 0         | 0         | 0         | 0         | 0         | 0          | 0          |
| Nombre de jours avec précipitations   | 7          | 10         | 11        | 8         | 5         | 1         | 1         | 0,2       | 0         | 3         | 6         | 8          | 60         |
| Humidité relative (%)                 | 77         | 71         | 66        | 57        | 45        | 36        | 36        | 38        | 45        | 53        | 65        | 76         | 55         |
| Nombre de jours avec neige            | 4          | 3          | 1         | 0,03      | 0,1       | 0         | 0         | 0         | 0,03      | 0,1       | 1         | 3          | 12         |
| Nombre de jours d'orage               | 0,1        | 0,2        | 1         | 2         | 2         | 1         | 0,03      | 0,03      | 0,1       | 0,1       | 0,1       | 0,1        | 7          |
| Nombre de jours avec brouillard       | 3          | 1          | 1         | 0,3       | 0,1       | 0,1       | 0         | 0,03      | 0,03      | 0,2       | 1         | 4          | 11         |

| Diagramme climatique                                  |           |           |            |            |           |           |         |          |           |            |         |
| J                                                     | F         | M         | A          | M          | J         | J         | A       | S        | O         | N          | D       |
| 10,7−0,247                                            | 13,41,862 | 19,66,832 | 26,912,125 | 33,216,122 | 38,219,48 | 39,8200,2 | 3817,30 | 3313,732 | 25,99,120 | 17,94,7104 | 120,749 |
| Moyennes : • Temp. maxi et mini °C • Précipitation mm |           |           |            |            |           |           |         |          |           |            |         |

## Patrimoine

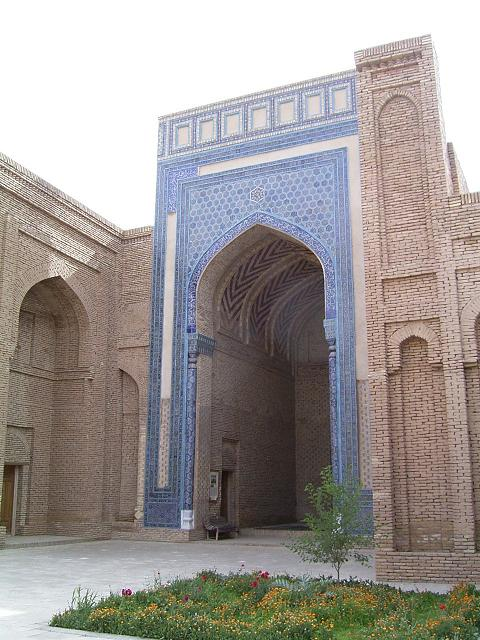
monument du Sultan Saodat

Termez est une ville au riche passé. On y trouve notamment :
- La khanaka fortifiée de Kirk-Kiz (Qyrq Qyz : « quarante filles ») (IXe – XIVe siècles), en dehors de la ville
- Le palais des seigneurs de Termez (XIe – XIIe siècles)
- L'ensemble monumental de Khakim-at-Termezi (XIe – XVe siècles), composé de la tombe, du mausolée (XIe siècle) du maître soufi et astronome Al-Hakim at-Termezi, d'une mosquée et d'une khanaka
- L'ensemble monumental religieux et funéraire de sultan Saodat (l'Invincible) (XIe – XVIIIe siècles), mosquée et nécropole
- Le mausolée de Kokildora-Khanaka (XVIe siècle)
- La colline de Kara-Tépé : vestiges bouddhiques (IIe – IVe siècles)
- La colline de Fayaz-Tépé : vestiges bouddhiques (Ier – IIIe siècles)
- Le stūpa monumental de Zourmala (Ier – IIe siècles)
- La cathédrale orthodoxe Saint-Alexandre-Nevski, construite en 1896 (fermée le lundi)
- Le complexe Sultan Saodat
- Le Mausolée de Zulkifl

## Personnalités
- Le compilateur de hadiths Al-Tirmidhî (824-892) est né et mort à proximité de Termez.
- Le militaire et chef d'orchestre Valéry Khalilov (1952-2016) est né à Termez.

## Notes et références

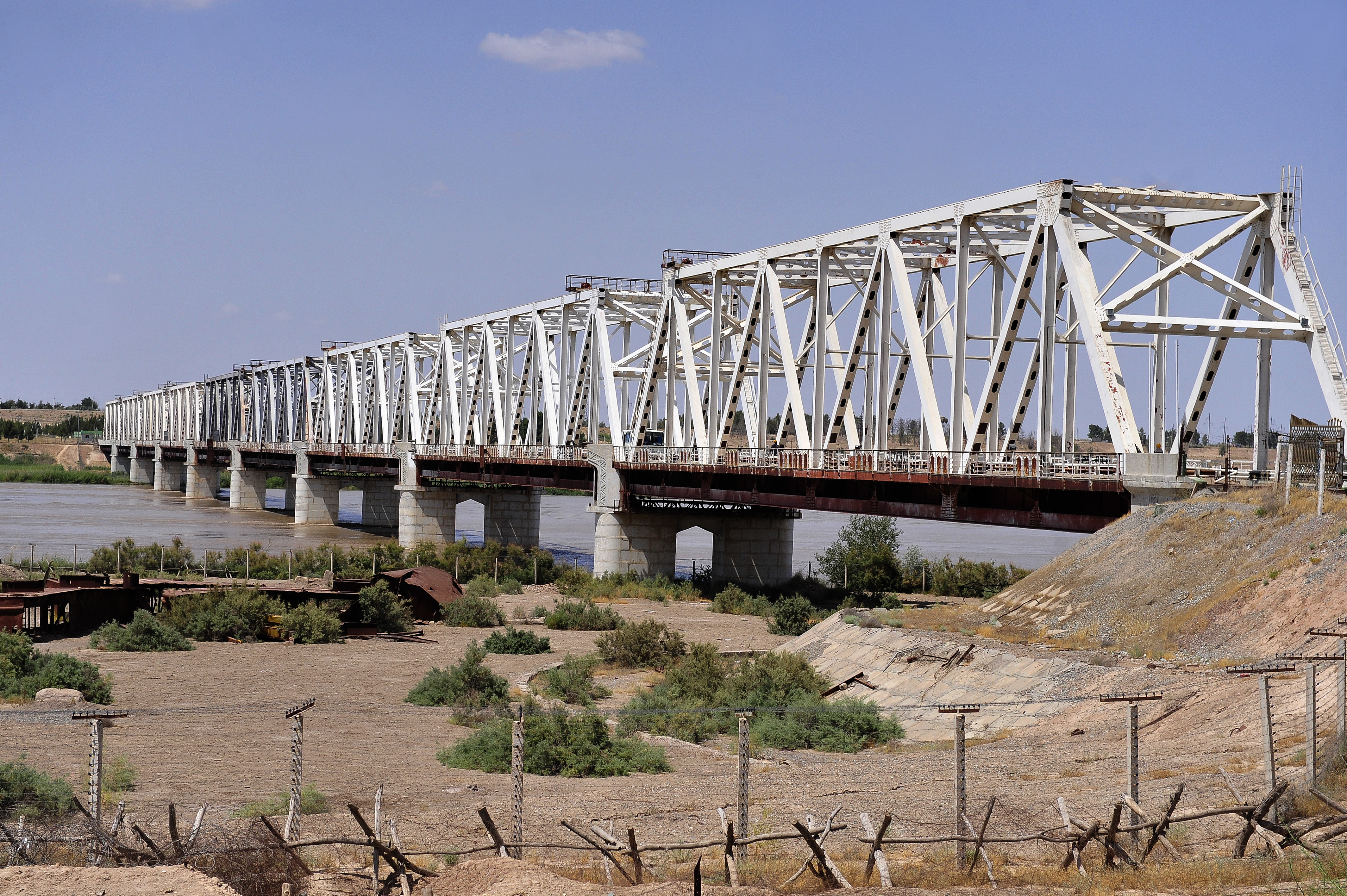
Le Pont de l'Amitié à proximité de Termez qui relie l'Ouzbékistan à l'Afghanistan